# دامپزشک پرندگان

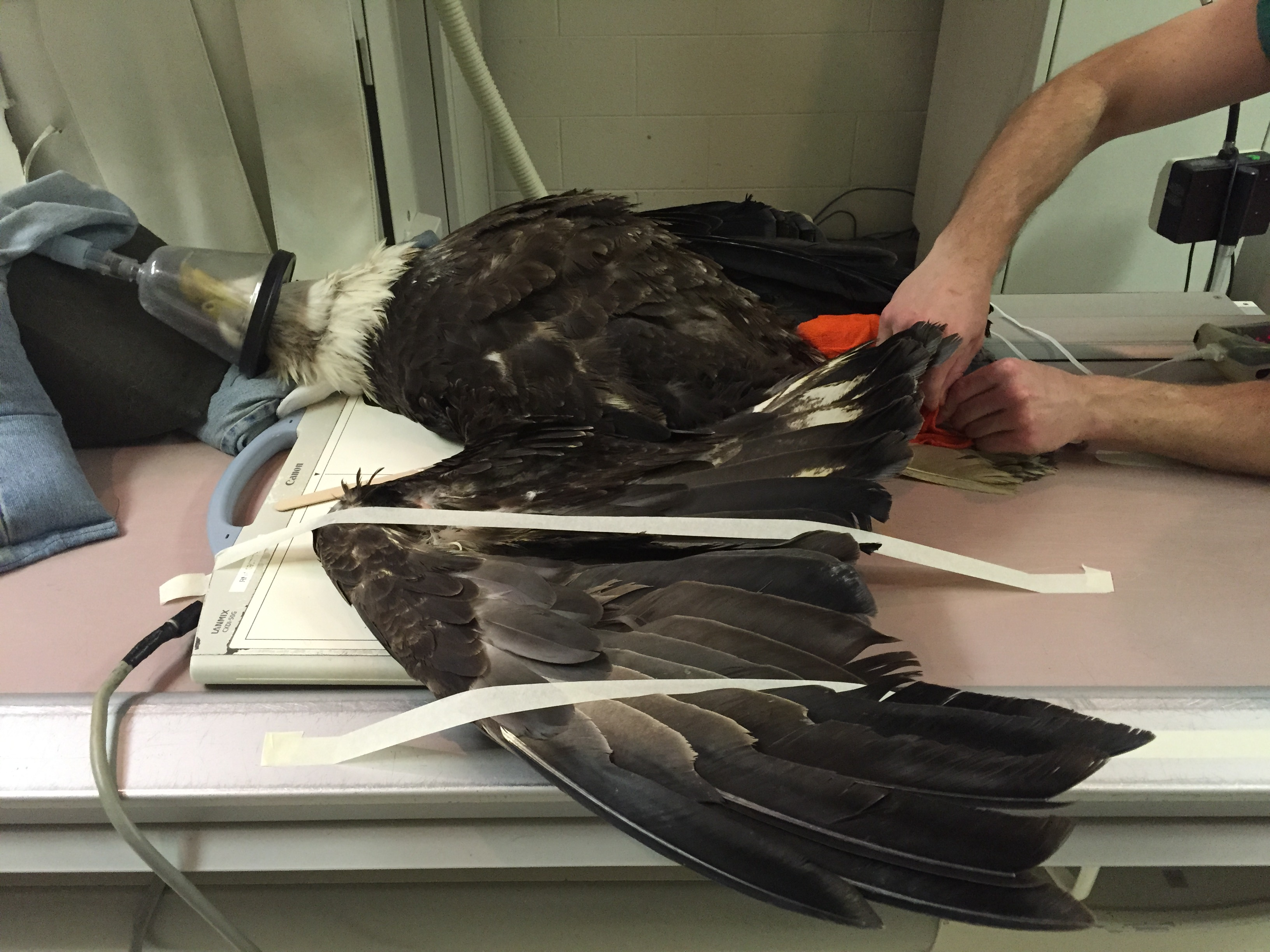
یک عقاب سرسفید زخمی که تحت بیهوشی عمومی در حال درمان است.

دامپزشک پرندگان (به انگلیسی: Avian veterinarian)، دامپزشکی است که در درمان پرندگان تخصص دارد. این حوزهٔ تخصصی به دلیل تفاوت‌های چشمگیر فیزیولوژیک و آناتومیک پرندگان با دیگر جانوران، نیازمند دانش و مهارت‌های ویژه‌ای است.

## تاریخچه
حوزهٔ دامپزشکی پرندگان به عنوان یک تخصص رسمی از دههٔ ۱۹۸۰ میلادی با افزایش محبوبیت پرندگان خانگی و نیاز به مراقبت‌های ویژهٔ آنان شکل گرفت. پیش از آن، درمان پرندگان عمدتاً توسط دامپزشکان عمومی یا پرورش‌دهندگان انجام می‌شد. تأسیس نهادهای تخصصی مانند کالج اروپایی پزشکی جانورشناسی (ECZM) و کالج آمریکایی پزشکی پرندگان (ABVP) استانداردهای آموزشی و حرفهای را ارتقا داد.

## حوزه‌های فعالیت
دامپزشکان پرندگان در زمینه‌های زیر فعالیت می‌کنند:
- درمان بیماریهای اختصاصی پرندگان: مانند بیماری منقار و پر پرندگان (Psittacine Beak and Feather Disease)، آنفلوانزای پرندگان، و عفونتهای انگلی.
- جراحی‌های تخصصی: شامل جراحی‌های ارتوپدی برای شکستگی‌ها، جراحی دستگاه گوارش، و استفاده از تکنیک‌های کم‌تهاجمی مانند آندوسکوپی.[۳]
- پیشگیری و بهداشت: واکسیناسیون، مشاورهٔ تغذیه، و مدیریت بیماریهای مشترک بین انسان و پرندگان (مانند سالمونلوز).
- حفاظت از حیات وحش: مشارکت در پروژه‌های بازپروری پرندگان آسیب‌دیده و همکاری با باغوحشها و مراکز تحقیقاتی.

## آموزش و گواهینامه‌ها
پس از اخذ مدرک دکترای دامپزشکی (DVM)، دامپزشکان برای تخصص در پرندگان باید دوره‌های رزیدنتی ۳ تا ۴ ساله را بگذرانند و در آزمونهای تخصصی شرکت کنند. در اروپا، دریافت عنوان «دیپلمات» از کالج اروپایی پزشکی جانورشناسی (ECZM) و در آمریکای شمالی، گواهینامهٔ کالج آمریکایی پزشکی پرندگان (ABVP) معتبر است. در ایران، دوره‌های تخصصی مرتبط زیر نظر سازمان نظام دامپزشکی و دانشکده‌های دامپزشکی برگزار می‌شود.

## چالش‌ها
- تفاوتهای فیزیولوژیک: متابولیسم سریع پرندگان، سیستم تنفسی پیچیده، و حساسیت به داروهای رایج، نیازمند دقت بالاست.[۵]
- تجهیزات ویژه: استفاده از دستگاه‌های بیهوشی با جریان کم، رادیوگرافی دیجیتال، و آزمایشگاه‌های خون‌شناسی تطبیق‌یافته با پرندگان.
- بیماریهای مشترک: نظیر کلامیدیوزیس که انتقال آن به انسان ممکن است.

## فناوری‌های نوین
پیشرفتهای اخیر شامل استفاده از سیتیاسکن و ام آرآی برای تشخیص دقیقتر، لیزرتراپی برای ترمیم بافتها، و توسعهٔ واکسن‌های نوترکیب برای بیماری‌های ویروسی است.